# Georgij Vernadskij
Georgij Vernadskij (in russo Гео́ргий Верна́дский?; San Pietroburgo, 20 agosto 1887 – New Haven, 12 giugno 1973) è stato uno storico russo naturalizzato statunitense.

## Biografia

### Gli anni in Europa
Georgij Vernadskij nacque a San Pietroburgo il 20 agosto 1887 in una modesta famiglia dell'intelligencija. Suo padre era infatti Vladimir Vernadskij, un famoso un mineralogista e geochimico russo, mentre sua madre era Nataliia Yegorovna Staritskaya.
Vernadskij nell'Università imperiale di Mosca, ove suo padre era professore ordinario, nel 1905, tuttavia, a causa dei disordini provocati dalla rivoluzione di quell'anno, dovette studiare per i successivi due anni in Germania, presso l'Università di Friburgo in Brisgovia e l'Università di Berlino, ove conobbe e abbracciò il pensiero del filosofo tedesco Heinrich Rickert, uno degli esponenti principali del neokantismo.

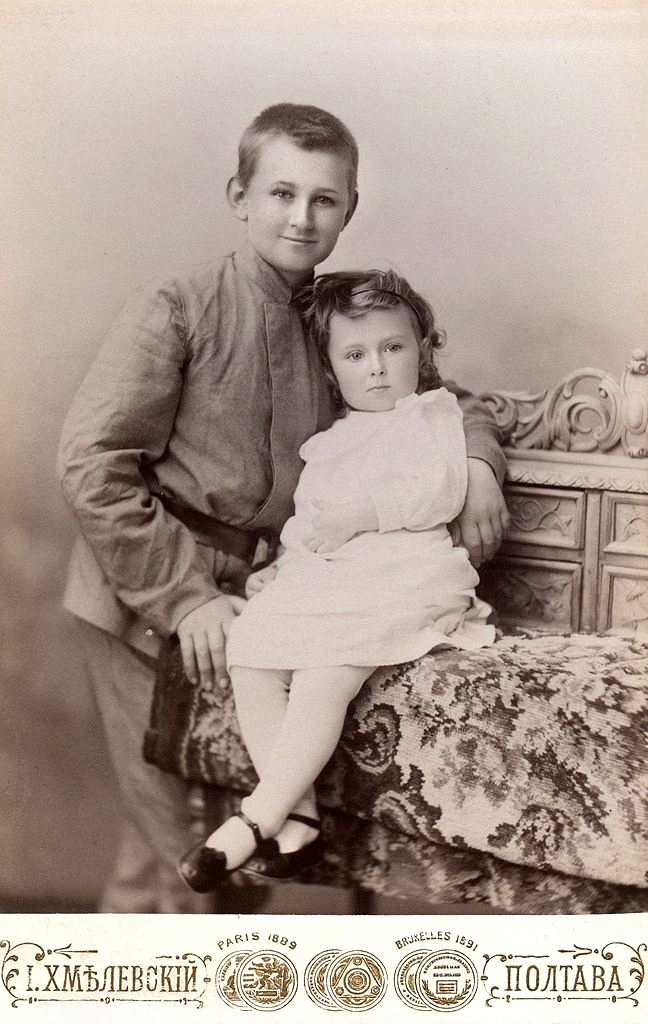
Vernadskij in giovane età insieme alla sorellina Nina.

Tornato in Russia, Vernadsky riprese i suoi studi presso l'Università imperiale di Mosca, laureandosi, insieme all'aiuto degli storici Vasily Klyuchevsky e Robert Vipper, con il massimo dei voti in storia nel 1910. Non appena ebbe completato i suoi studi, il giovane Vernadskij rifiutò di diventare un professore presso l'università imperiale di Mosca, preferendo trovare un impiego nell'Università di San Pietroburgo, nella quale insegnò per i sette anni successivi, durante i quali gli fu conferita inoltre la laurea magistrale per aver scritto una tesi sugli effetti che la Massoneria ebbe sull'Illuminismo russo.
Politicamente vicino al Partito Democratico Costituzionale, di cui suo padre era uno dei fondatori, Vernadsky sostenne fin da subito le idee liberali, occupandosi della stesura delle biografie di Nikolai Novikov e Pavel Milyukov. Durante la guerra civile russa, Vernadskij appoggiò l'Armata bianca, trasferendosi nelle zone da essa controllate. Insegnò, infatti, per un anno a Perm', poi a Kiev e infine a Sinferopoli, ove esercitò la sua professione per due anni.
Dopo che la Crimea cadde nelle mani dei bolscevichi nel 1920, Vernadsky decise di lasciare la Russia, trasferendosi prima a Istanbul e poi, sempre nello stesso anno, ad Atene. Su suggerimento del collega Nikodim Kondakov, Vernadsky si traferì a Praga, insegnando in una scuola russofona della città dal 1921 al 1925. Durante il suo soggiorno nella capitale ceca, insieme al linguista Nikolaj Trubeckoj, Vernadskij fu uno dei principali teorizzatori dell'eurasiatismo, una corrente di pensiero che propugna la presenza preponderante nella cultura europea continentale dei valori spirituali e culturali del mondo asiatico. Dopo che Kondakov morì nel 1925, Vernadsky fondò una piccola scuola basata sugli insegnamenti del defunto storico, il quale aveva formulato una sua personale visione sulla cultura russa, vista come una grande sintesi delle influenze slave, bizantine e in più generale nomadi.

### Gli anni in America
Nel 1927, Michael Rostovtzeff e Frank Golder, due storici russi, proposero a Vernadsky una cattedra presso l'Università Yale, negli Stati Uniti. Lì, egli lavorò prima come ricercatore associato presso la facoltà di storia fino al 1946, mentre successivamente divenne professore ordinario di storia russa. Andò in pensione nel 1956 e si spense a New Haven il 12 giugno 1973.

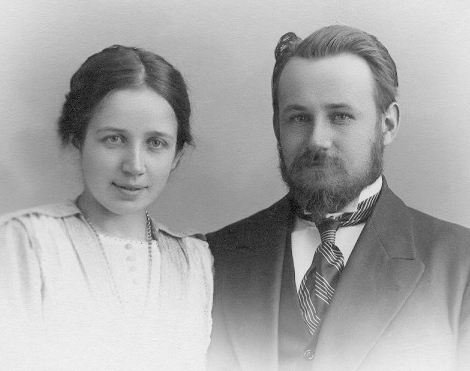
Vernadskij insieme a sua moglie Nina nel 1909.

## Interpretazione della storia russa
Vernadsky formulò una nuova visione per approcciarsi alla storia russa, presentando quest'ultima come una continua successione di diversi imperi, a partire da quello scita, sarmato, gotico e infine unno; egli infatti si occupò di studiare le cause della loro espansione e del loro crollo alla luce della storia moderna della Russia. Vernadsky sottolineò la grande influenza che le culture nomadi eurasiatiche ebbero negli aspetti economici e sociali della Russia, anticipando in questo modo alcune tesi che saranno poi avanzate dallo storico sovietico Lev Gumilëv.

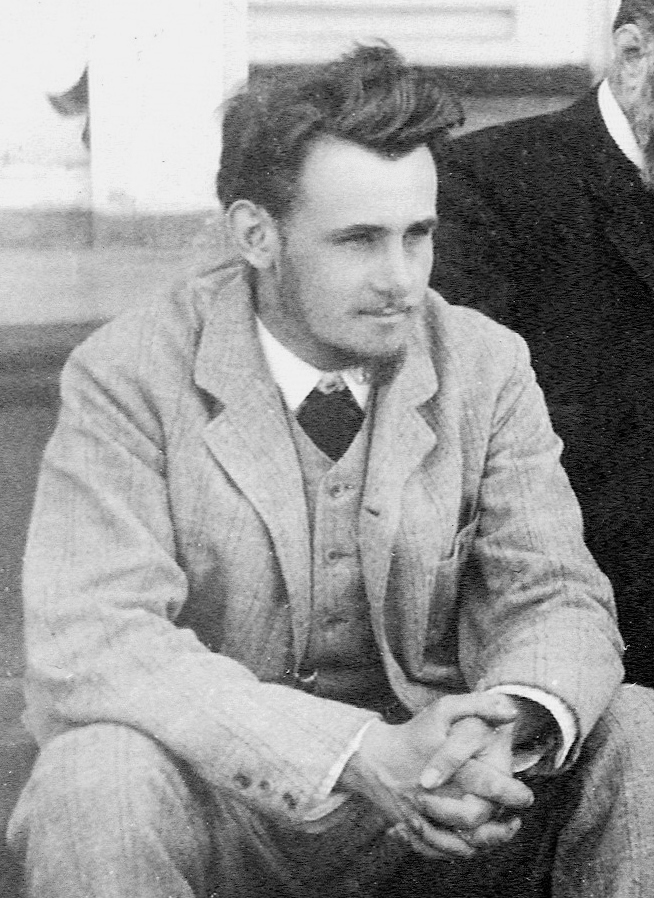
Georgij Vernadskij a Poltava nel 1908.

Vernadsky fu inoltre uno degli storici più importanti che rappresentò la Russia come una realtà tanto asiatica quanto europea. Sottolineò infatti le molte e forti differenze culturali tra il suo paese e l'Europa, riconoscendo comunque la forza della civiltà russa nel connubio tra la sua natura asiatica e le influenze occidentali. Vernadsky era per giunta un convinto sostenitore del determinismo geografico, proprio come il suo collega di Yale Ellsworth Huntington, il quale conobbe personalmente. Vernadsky riteneva infatti che le caratteristiche di determinato territorio definissero e influenzassero il carattere di un popolo. Per tale motivo, Vernadsky fu in grado di trovare alcune tracce delle radici della cultura russa in un periodo molto precedente all'arrivo degli slavi, criticando in questo modo la teoria secondo la quale la Russia moderna discende soltanto Rus' di Kiev. Egli sottolineò inoltre l'importanza che il dominio mongolo ebbe nella storia del suo paese, in quanto il Khanato dell'Orda d'Oro riuscì a unificare la vasta pianura eurasiatica, influenzando il centralismo zarista e contribuendo ad allontanare la Russia dalla cultura europea. Vernadsky criticò molto infatti l'operato sociale di Pietro il Grande, in quanto l'imperatore russo cercò di occidentalizzare forzatamente la Russia, rompendo in questo modo il connubio tra la cultura asiatica e quella europea che avevano dato origine alla civiltà russa. Secondo la sua visione, Pietro I riuscì soltanto  a polarizzare il mondo russo, formando un'élite affine alla cultura occidentale, tuttavia ostile ai contadini eurasiatici. Vernadsky arrivò a sostenere che fu proprio questa polarizzazione una delle principali debolezze del regime zarista, a tal punto che l'avevano reso incapace di affrontare i movimenti rivoluzionari di inizio XX secolo. Nonostante egli non fosse un comunista e avversasse le ideologie bolsceviche, ammirò il fatto che i sovietici avessero riportato la Russia ad abbracciare nuovamente le sue radici anche asiatiche. 

## Opere
- Political and Diplomatic History of Russia, New Haven, Yale University Press, 1936.
- Medieval Russian Laws, New Haven, Yale University Press, 1947.
- Kievan Russia, New Haven, Yale University Press, 1948, ISBN 0-300-01647-6.
- The Mongols and Russia, New Haven, Yale University Press, 1953.
- The Origins of Russia, New Haven, Yale University Press, 1959.
- A History of Russia, New Haven, Yale University Press, 1969, ISBN 0-300-00247-5.